# مايك فرنسيس
مايك فرنسيس (بالإنجليزية: Mike Francis)‏ هو شخصية أعمال أمريكي، ولد في 27 نوفمبر 1946 في جينا في الولايات المتحدة.

## وصلات خارجية
- الموقع الرسمي